# Edgar Mitchell
Edgar Dean Mitchell, född 17 september 1930 i Hereford i Texas, död 4 februari 2016 i West Palm Beach i Florida, var en amerikansk astronaut uttagen i astronautgrupp 5 den 4 april 1966. Han deltog i månfärden Apollo 14 tillsammans med Alan Shepard och Stuart Roosa. Efter Alan Shepard blev Edgar Mitchell den sjätte människan att gå på månen.

## Påstående i radio
Den 23 juli 2008 intervjuades Edgar Mitchell i Kerrang Radio. Mitchell hävdade att Roswellkraschen var verklig och att utomjordingar har kontaktat människor flera gånger och att regeringarna har dolt sanningen för 60 år sedan, "Jag råkar ha varit privilegierad nog att känna till det faktum att vi har besökts på denna planeten och att UFO-fenomen är verkliga." 
Som svar sade en talesman på NASA: 
"NASA har inte spårat UFOs. NASA deltar inte i någon sorts mörkläggande angående utomjordiskt liv på denna planet eller någonstans i universum. Dr Mitchell är en stor amerikansk personliget, men vi delar inte hans åsikter i denna fråga." 

## Rymdfärder
Apollo 14